# Connie Smith Now
Connie Smith Now es un álbum recopilatorio de la cantante estadounidense Connie Smith. Fue publicado en julio de 1974 a través del sello discográfico RCA Records.

## Antecedentes, grabación y contenido
Connie Smith estuvo contratada por el sello RCA Records entre 1964 y 1973. Con el sello, tuvo 18 sencillos country en el top 10 de Billboard, incluido el número uno de ocho semanas, «Once a Day». En 1973, firmó con Columbia Records. Esto impulsó a RCA a publicar una serie de álbumes recopilatorios del material de Smith. El sello publicó muchos de estos discos entre 1973 y 1974. Una de sus compilaciones finales de este período fue Connie Smith Now. El álbum contenía diez canciones, ocho de las cuales se lanzaron previamente como cortes de álbum o sencillos. Se incluyeron dos sencillos country que alcanzaron el top 20: «Louisiana Man» (1970) y «I'm Sorry If My Love Got in Your Way» (1971).
Otras selecciones aparecieron en álbumes lanzados anteriormente, como la versión de Smith de «Seattle». Las ocho pistas lanzadas anteriormente se grabaron en sesiones realizadas entre 1966 y 1971. Dos canciones se habían grabado previamente pero nunca se habían publicado: «Someone to Give My Love To« y «I'm So Glad». Estas selecciones se grabaron en 1972. Bob Ferguson fue el productor de todas las canciones del álbum y todas las sesiones de grabación se llevaron a cabo en RCA Studio A, un estudio ubicado en Nashville, Tennessee.

## Lanzamiento
Connie Smith Now fue publicado en julio de 1974 a través de RCA Records y se convirtió en el octavo álbum recopilatorio de Smith. Se publicó como un LP de vinilo y contenía cinco canciones en cada lado del disco. Al igual que su lanzamiento anterior, Connie Smith Now se convirtió en un éxito comercial moderado, posicionándose en el número 40 en la lista Hot Country LPs de Billboard.

## Lista de canciones
| Lado uno |                              |                                           |          |  |
| N.º      | Título                       | Escritor(es)                              | Duración |  |
| 1.       | «Someone to Give My Love To» | Jerry Foster Bill Rice                    | 2:54     |  |
| 2.       | «Seattle»                    | Ernie Sheldon Jack Keller Hugo Montenegro | 2:56     |  |
| 3.       | «Back in Baby's Arms»        | Bob Montgomery                            | 2:05     |  |
| 4.       | «I'm So Glad»                | Ted Harris                                | 2:15     |  |
| 5.       | «Now»                        | Paul Parnes Herb Strizik                  | 3:36     |  |

| Lado dos |                                        |                                 |          |  |
| N.º      | Título                                 | Escritor(es)                    | Duración |  |
| 1.       | «I'm Sorry If My Love Got in Your Way» | Dallas Frazier Sanger D. Shafer | 2:14     |  |
| 2.       | «Louisiana Man»                        | Doug Kershaw                    | 2:23     |  |
| 3.       | «You Are Gone»                         | Johnny Carver                   | 2:14     |  |
| 4.       | «Born to Sing»                         | Cy Coben                        | 2:06     |  |
| 5.       | «Plenty of Time»                       | Clay McLean                     | 3:04     |  |

## Créditos y personal
Créditos adaptados desde las notas de álbum de Connie Smith Now.
Músicos
- Connie Smith – voz principal
- The Nashville Edition – coros

Personal técnico
- Bob Ferguson – producción
- Bill Vandevort – ingeniero de audio
- Al Pachucki – ingeniero de audio
- Jim Malloy – ingeniero de audio
- Randy Kling – masterización
- Dick Cobb – fotografía

## Posicionamiento
| Gráfica (1974)                             | Pico de posición |
| ------------------------------------------ | ---------------- |
| Estados Unidos (Billboard Hot Country LPs) | 40               |